# Cara Santa Maria
Cara Louise Santa Maria (ur. 19 października 1983) – amerykańska popularyzatorka nauki, sceptyczka naukowa, dziennikarka, producentka, prezenterka telewizyjna i podcasterka.
Napisała swój pierwszy blog dla The Huffington Post w marcu 2010, przed dołączeniem do czasopisma jako korespondentka naukowa i gospodarz serii Talk Nerdy to Me od października 2011 do kwietnia 2013. Była również współgospodarzem programu Take Part Live z Jacobem Soboroffem w Pivot TV od 1 sierpnia 2013 do 17 kwietnia 2014. W maju 2013 oficjalnie dołączyła do programu The Young Turks, internetowego programu polityczno-społecznego.
Obecnie jest gospodarzem swojego podcastu pt. Talk Nerdy i współgospodarzem podcastu The Skeptics’ Guide to the Universe.

## Wczesne lata
Urodziła się i wychowała w Plano (Teksas) jako młodsza z dwóch córek. Jej rodzice, szkolna nauczycielka i inżynier, pochodzili z rodzin katolickich i przeszli na mormonizm razem jako dorośli, wychowując swoje dzieci w tej religii. Przez jakiś czas Cara Santa Maria codziennie przed szkołą chodziła do kościoła. Kilka lat po rozwodzie rodziców Cara Santa Maria opuściła Kościół Jezusa Chrystusa Świętych w Dniach Ostatnich w wieku lat 15 i zaczęła być ateistką. Po ponownym małżeństwie ojca Cara Santa Maria ma teraz też dwie przyrodnie adoptowane siostry bliźniaczki i trzech przyrodnich braci. Jest pochodzenia angielskiego, portorykańskiego i włoskiego. Cara Santa Maria pracowała w wielu zawodach jako nastolatka, m.in. w sklepie z dopalaczami (ang. head shop), w piekarni, w pizzerii CiCi's Pizza, jak również w handlu detalicznym. W młodości zajmowała się także gimnastyką.
Po uczęszczaniu do Clark High School, w 2001 roku skończyła Plano East Senior High School. W szkole średniej była zaangażowana w pracę chóru, gdzie była członkiem zespołu Sound Invention, jak również w cheerleading, gdzie była przez jeden rok szkolny wybrana kapitanem. Poza tym była studentką IB i uczestniczyła w konkursach akademickich. Cara Santa Maria na początku rozpoczęła studia wyższe w kierunku śpiewu i jazzu; była na przesłuchaniu do drugiej serii programu American Idol, ale ostatecznie nie otrzymała biletu do Hollywood. W 2004 roku otrzymała na University of North Texas stopień Bachelor of Science z psychologii, drugim fakultetem była filozofia. W 2007 roku otrzymała tamże stopień Master of Science z biologii z nastawieniem na neuronaukę. Uczyła tam także na kursie biologii laboratoryjnej i pracowała w ośrodku badawczym Center for Network Neuroscience. Następnie studiowała neuropsychologię kliniczną na City University of New York, gdzie pracowała jako adiunkt i badacz laboratoryjny, ale przerwała naukę by zająć się na pełny etat popularyzacją nauki.
Otrzymała nagrodę Texas Psychological Association and Texas Psychology Foundation’s Alexander Psychobiology/Psychophysiology Award za jej wkład w pracę naukową dotyczącą deficytów neuropsychologicznych osób uzależnionych od alkoholu wśród populacji osób niewidzących i niedowidzących.

## Kariera

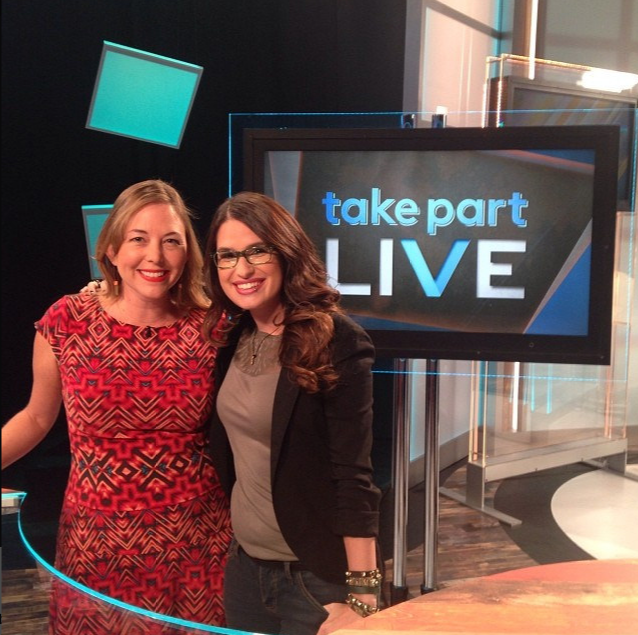
Cara Santa Maria jako współgospodarz programu Take Part Live

W roku 2009 przeprowadziła się do Los Angeles by zacząć karierę w popularyzacji nauki (ang. science communication). Była współproducentką i gospodarzem pilota serialu Talk Nerdy to Me dla HBO, ale serial ten nie został wyemitowany. Cara Santa Maria pojawiała się w wielu programach telewizyjnych, m.in. w Larry King Live, Geraldo at Large, Parker Spitzer, Studio 11, The Young Turks, Attack of the Show!, The War Room with Jennifer Granholm, LatiNation, The Nerdist i SoCal Connected.

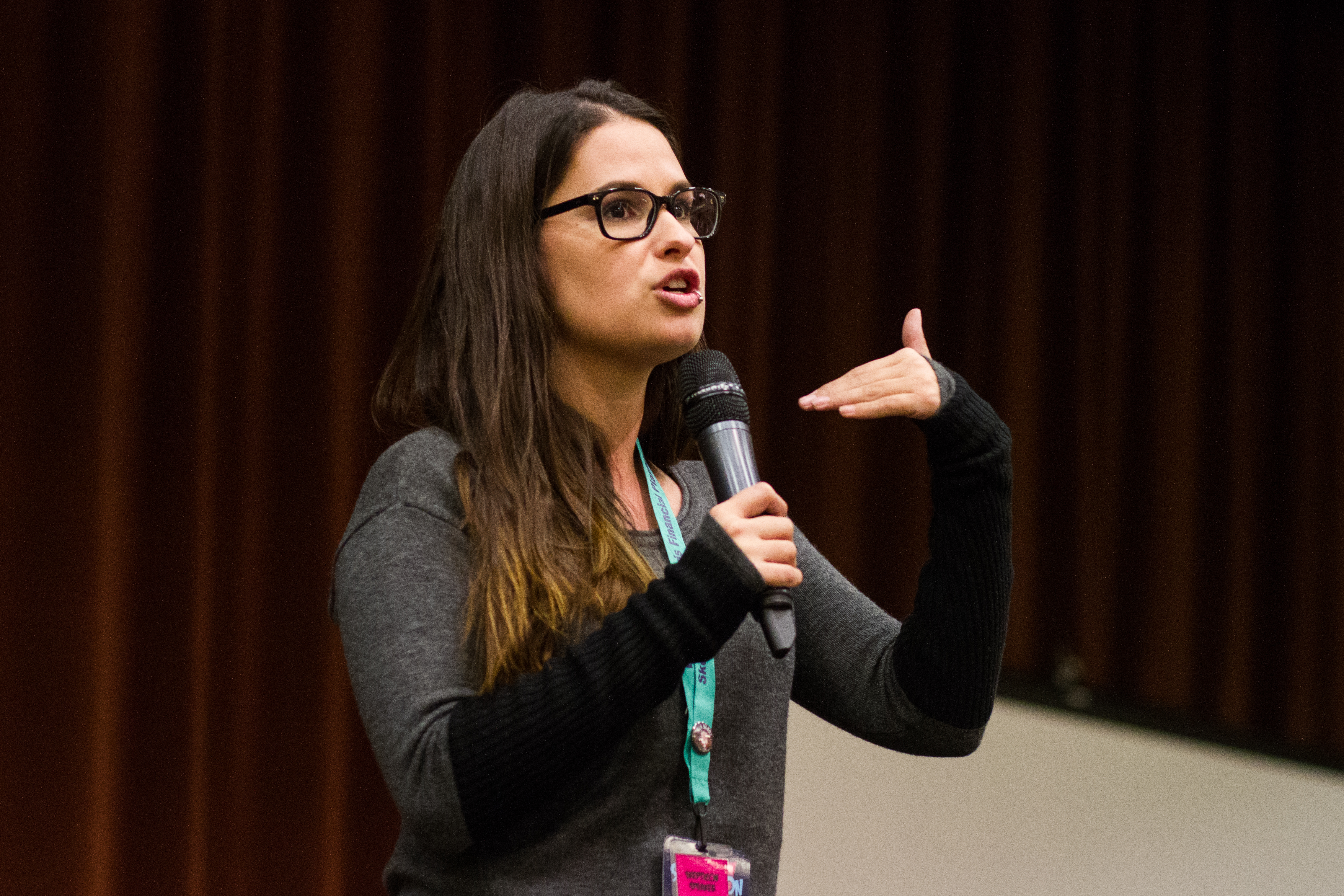
Cara Santa Maria podczas konferencji Skepticon w listopadzie 2014

Cara Santa Maria była współgospodarzem programów Hacking the Planet i The Truth About Twisters na kanale The Weather Channel, jak też programu TechKnow na Al Jazeera America. Jest też byłą prezenterką programu Take Part Live na kanale Pivot.
Pojawia się także regularnie w popularnych kanałach YouTube, takich jak FanWars Stana Lee, Tabletop Wila Wheatona, czy The Point. Była również gościem na wielu podcastach, między innymi The Nerdist Podcast, Point of Inquiry, Star Talk i Joe Rogan Experience. Rozmawiając z Chrisem Mooneyem na podcaście Point of Inquiry w 2012 roku, Cara Santa Maria zauważyła, że jej praca dla nauki może czasami powodować podziały, ale stara się „pisać z respektem i szacunkiem do poglądów innych ludzi”.
Udzieliła wywiadów m.in. dla Scientific American, The Times, Columbia Journalism Review i Glamour.
W marcu 2014 rozpoczęła swój cotygodniowy podcast zatytułowany Talk Nerdy. Każdy odcinek ma premierę w poniedziałek i gości najczęściej ludzi związanych z nauką, ale pojawiają się także osoby związane z nowymi mediami i popkulturą. Popularnymi tematami konwersacji są ateizm i polityka.
Napisała słowo wstępne w książce aktywisty ateistycznego Davida Silvermana pt. Fighting God: An Atheist Manifesto for a Religious World, opublikowanej w grudniu 2015 roku.
18 czerwca 2015 roku, podczas nagrywania na żywo 524 odcinka podcastu The Skeptics’ Guide to the Universe na konferencji The Amaz!ng Meeting, zostało ogłoszone, że Cara Santa Maria dołączy do podcastu i tam nagrała pierwszy odcinek jako pełna członkini panelu.

## Życie prywatne
Do 2009 do 2011 roku była w związku z prezenterem telewizyjnym i komentatorem politycznym Billem Maherem.
Otwarcie mówi o swojej walce z depresją. Podczas wywiadu dla podcastu Point of Inquiry powiedziała, że bierze codziennie leki przeciwdepresyjne i że bardzo pomogła jej psychoterapia.